# La Posta (Ecuador)
La Posta es un diario digital multimedia fundado en octubre de 2017 por Luis Eduardo Vivanco y Andersson Boscán en Quito, Ecuador. A pesar de contar con una página web propia, el contenido de La Posta, es difundido exclusivamente mediante redes sociales como Facebook, Twitter, Instagram, Whatsapp y Youtube. El medio de comunicación es conocido por el uso de lenguaje coloquial, satírico, polémico y de rápido consumo.
Su investigación 'El Gran Padrino', que dio origen al judicial Caso Encuentro sobre corrupción y narcopolítica en el Gobierno de Guillermo Lasso, llevó al medio a ser finalista del Premio Gabo (2023), considerado el premio de periodismo más importante en español. 

## Periodistas
- Luis Eduardo Vivanco[4] (desde 2017)
- Andersson Boscán[5] (desde 2017)
- Mónica Velásquez[6] (desde 2017)
- Doménica Vivanco (desde 2019)
- Jefferson Sanguña (desde 2019)
- Javier Montenegro (desde 2021)

## Controversias

### Racismo en su debut televisivo
En julio de 2021, tras su debut en televisión, surgió una controversia por los comentarios injuriosos y racistas de Luis Eduardo Vivanco y Andersson Boscán, dirigidos al presidente de la Confederación de Nacionalidades Indígenas del Ecuador (Conaie), Leonidas Iza. Durante su programa "La Posta XXX", transmitido por TC-Televisión, los presentadores colocaron una fotografía de Iza en un juego de dardos, elaboraron un acróstico insultante para describir al líder indígena y lo tildaron de "anarquista", "bronquista", "obsesivo" y "narcisista", entre otros términos ofensivos. Estos comentarios generaron una fuerte reacción de la opinión pública, donde se criticó la falta de responsabilidad de los presentadores en el ejercicio de la libertad de expresión. Incluso el presidente Guillermo Lasso condenó los comentarios, subrayando que la libertad de expresión debe ir de la mano con la responsabilidad. A consecuencia de ello, su programa salió del aire.

### Posibles vínculos con estructuras criminales
Desde inicios de 2022, los chats filtrados en el denominado “Caso Metástasis” revelan que Andersson Boscán —alias “SNTURDDZ”— mantenía una relación fluida y cercana con Leandro Norero —alias “Owner”—, intercambiando saludos de “hermano” y “ñaño” y coordinando encuentros, entrevistas en fincas cercanas a Guayaquil y hasta un café tras la salida carcelaria de Norero. Las conversaciones no sólo incluían temas periodísticos como investigaciones sobre aduanas y Petroecuador, sino que Norero se comprometía a “activar ojos y oídos por todos lados” para ayudar a Boscán a conseguir información privilegiada. Además, se analizaron estrategias mediáticas, asesoramiento para posibles publicaciones conjuntas, e incluso planes editoriales relacionados con Norero . Este nivel de familiaridad generó críticas desde Fundamedios, que consideró que Boscán “transgredió las líneas rojas de la ética periodística” al mantener camaradería con un criminal acusado de planear atentados contra periodistas.